# Lijst van burgemeesters van Borger-Odoorn
Dit is een lijst van burgemeesters van de Nederlandse gemeente Borger-Odoorn in de provincie Drenthe. Op 1 januari 1998 werden de voormalige gemeenten Borger en Odoorn samengevoegd tot de nieuwe gemeente Borger-Odoorn.
| Ambtsperiode | Naam burgemeester        | Partij of stroming | Bijzonderheden |
| ------------ | ------------------------ | ------------------ | -------------- |
| 1998 - 2007  | Tryntsje Slagman-Bootsma | PvdA               |                |
| 2008 - 2014  | Marco Out                | VVD                |                |
| 2014 - 2015  | Piet Adema               | CU                 | waarnemend     |
| 2015 -       | Jan Seton                | CDA                |                |